# Lưu Kiến (Yên vương)
Lưu Kiến (chữ Hán: 刘建, ? - 181 TCN), tức Yên Linh vương (灵燕王), là chư hầu vương thứ ba của nước Yên dưới thời nhà Hán, con trai út của Hán Cao Tổ, vua đầu tiên của nhà Hán. Không rõ mẹ ông là ai.

## Tiểu sử
Năm 196 TCN, Yên vương Lư Quán chống lại Hán Cao Tổ rồi bỏ trốn sang Hung Nô. Cao Tổ lập Lưu Kiến làm Yên vương năm 195 TCN.
Năm 181, Lưu Kiến mất ở nước Yên, làm vương 14 năm. Ông ta có một mĩ nhân sinh một con trai. Lúc đó Lã thái hậu cầm quyền, muốn trọng dụng tôn tộc Lã thị, bèn giết đứa con đó đi rồi lập cháu mình là Lã Thông làm Yên vương.
Lưu Kiến làm Yên vương 14 năm, thụy là Linh vương, không rõ bao nhiêu tuổi.

## Gia đình
- Cha: Hán Cao Tổ
- Mẹ:
- Anh em
  - Hán Huệ Đế Lưu Doanh
  - Công chúa Lỗ Nguyên
  - Hán Huệ Đế Lưu Doanh
  - Lưu Như Ý (Triệu Ẩn vương)
  - Hán Văn Đế Lưu Hằng
  - Triệu Cung vương Lưu Khôi
  - Triệu U vương Lưu Hữu[1]
  - Hoài Nam Lệ vương Lưu Trường
- Con: Một con trai